# Asplenium yoshinagae
Asplenium yoshinagae är en svartbräkenväxtart. Asplenium yoshinagae ingår i släktet Asplenium och familjen Aspleniaceae.

## Underarter
Arten delas in i följande underarter:
- A. y. austroindicum
- A. y. yoshinagae